# زنان در مقاومت فرانسه
|                                                      |  |  |
| سگوئین و کلود رودیر جزو زنان برجسته در مقاومت فرانسه |  |  |

زنان در مقاومت فرانسه (به فرانسوی: Femmes dans la Résistance intérieure française) در جنگ جهانی دوم و در نهضت مقاومت فرانسه نقش مهمی را در فرانسه اشغال شده بازی کرده‌اند.

## تاریخچه
به گفته رونالد ترمپه تاریخ‌نویس فرانسوی زنان کمتر از مردان، ۱۵ تا ۲۰٪ از رزمندگان مرد مقاومت و حدود ۱۵ درصد از اخراجی‌های سیاسی را تشکیل می‌دادند. برخی از این زنان عبارت بودند از: دانیل کازانوا، لیز لندن، ماری کلود وایان -کوتوریه، شارلوت دلبو، ژرمن تیلیون، جنویو دو گل آنتونیوز، ایوان پگینز، دنیس ورنای، انیس پوستل-وینای، ژاکلین پری دالینکور، ژیلبر بروسولت ژان گیوم، ژینت لیون کلمان.

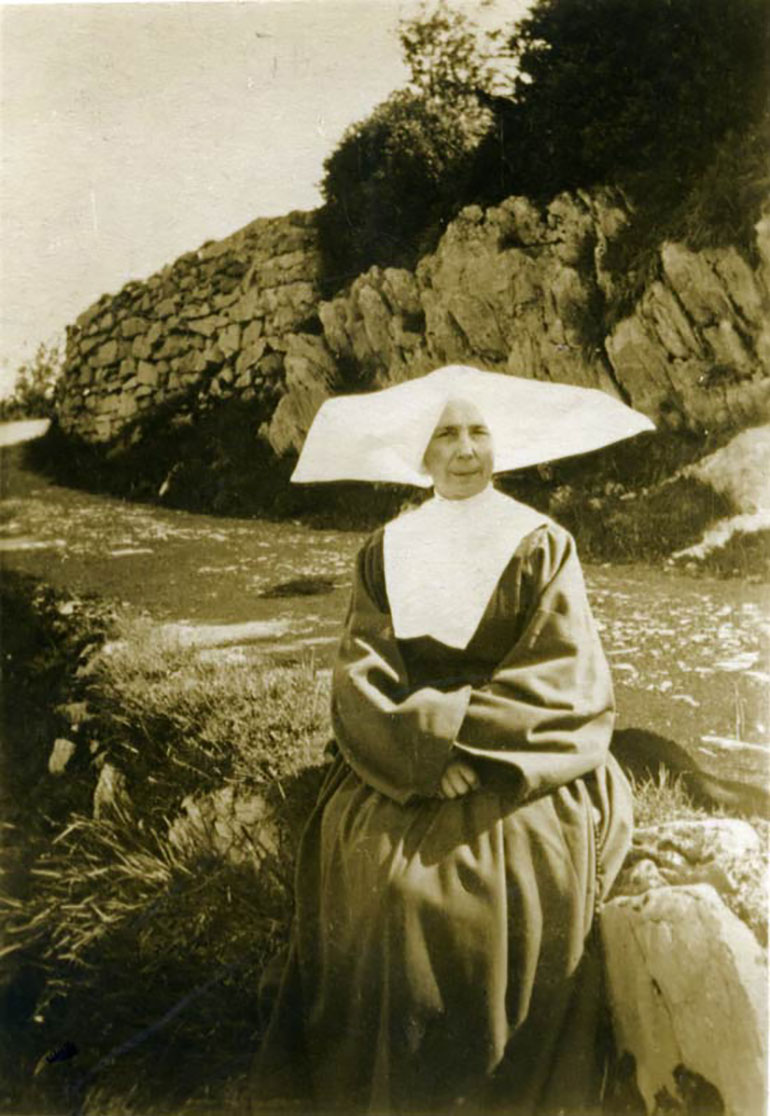
خواهر هلن استودله- سال ۱۹۴۴.

آنها اغلب نقش‌های پشت جبهه را بازی می‌کردند. لوسی اوبراک یکی از بنیان‌گذاران آزادسازی جنوب، هلن ویانه که از همسرش فیلیپ ویانه، بنیان‌گذار دفاع از فرانسه، باسوادتر بود. زنان در منطقه شمالی نبرد جایی که مدرسه «سرپرستان کارخانه» یکی از ستون‌های آن بود حضور فعال داشتند. در خارج سازمان کار این جنبش، بسیاری از زنان در کمیته اصلی جنبش حضور داشتند. ژان دیوادن، الیزابت دوسااوز و اودیل کینلن از جمله آن‌ها بودند. 

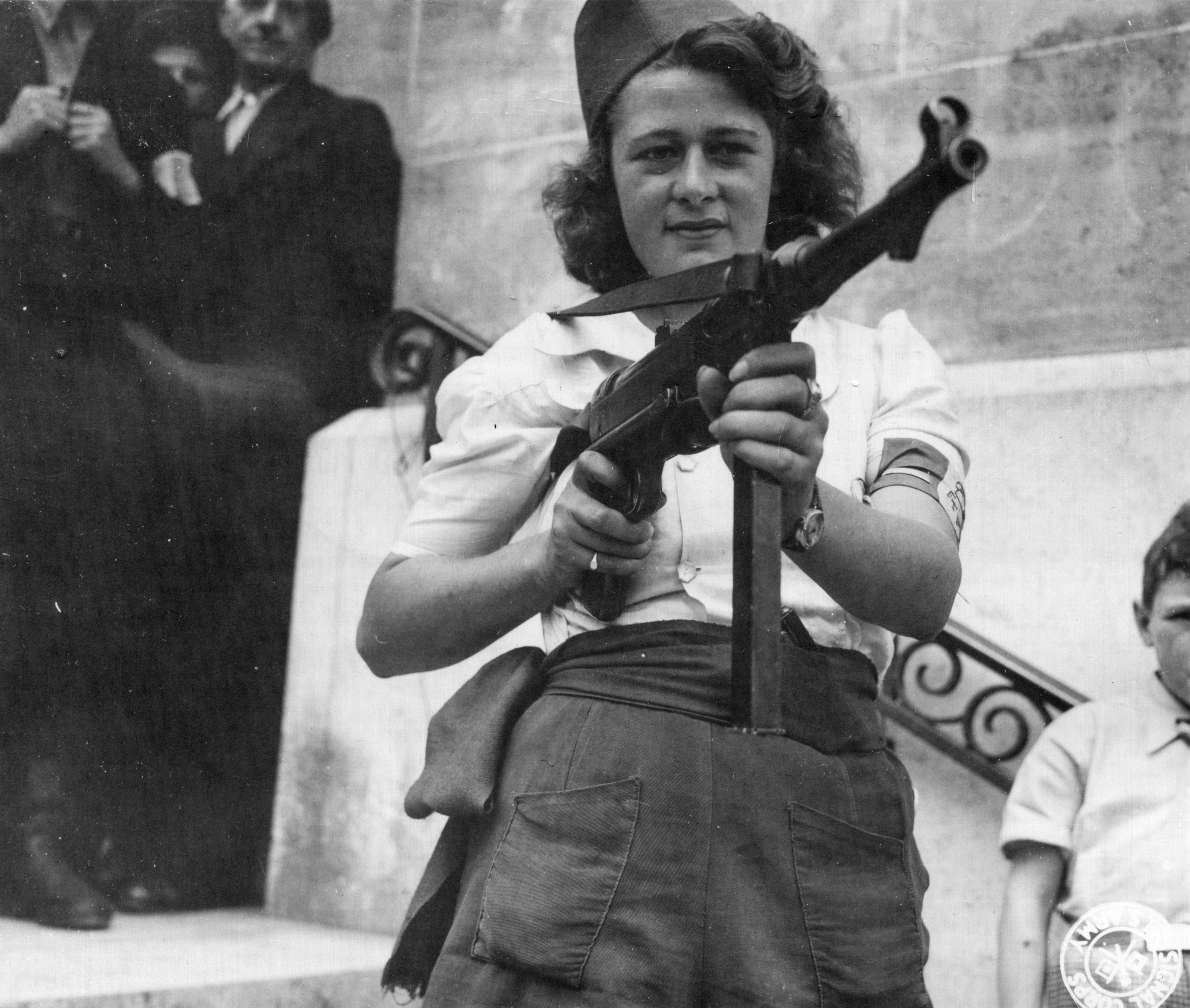
سیمون سگوئین یک زن مقاومت فرانسه در ماه اوت سال ۱۹۴۴.

جنبش آزادیبخش ملی توسط برتی آلبرشت تأسیس شد. کارمندان اداره بیکاری لیون که برتی مدیر آن بود در توسعه نبرد در جبهه جنوب فرانسه نقشی کلیدی داشت.
دنیس سرنو در ایجاد تحرک در شبکه‌های شمال و منطقه ممنوعه نقشی برجسته داشت.
هلن استودله، از شهر متز، شبکه فرار را تشکیل داد تا اعضای مقاومت را بتواند از فرانسه خارج کند. هزاران زندانی و عناصر مقاومت آزادی شان را به او مدیون هستند. او گروه فرار فرانسوا میتران رئیس‌جمهور فرانسه را تشکیل داد. همچنین او فرار بوریس هولبان بنیان‌گذار شبکه اف ت پ موا FTP-MOI (یک گروه مخفی که در سال ۱۹۹۰ عملیات مخفیانه‌ای را علیه ارتش فاشیسم انجام می‌داد) را در ماه مارس سال ۱۹۴۲ ترتیب داد و در ۱۷ آوریل سال ۱۹۴۲ ژنرال هانری ژیرو را فراری داد.
ماری مادلن فورکاد ارتباط میان بسیاری از سران شبکه‌های دوست را وصل کرد. پس از جنگ، او کرسی انجمن رزمندگان قدیمی را به خود اختصاص داد. او تنها زنی است که ریاست یک شبکه بزرگ مقاومت را به عهده گرفت.
سازمان مدنی و نظامی «او.س. ام» بخش زنانی را داشت که رئیس آن ماری هلن لوفوشو بود. او علاوه بر این مسؤلیت عضو کمیته آزادی پاریس بود و پس از آن به مقام سناتوری رسید.
سوزان هیلترمن سولومیاک در بنیان‌گذاری و اداره جنبش آلمان – پاریس نقشی تعیین‌کننده داشت.
ژرمن تیلیون در سال‌های ۴۱ تا ۴۲ به عنوان سرشبکه و یکی از رهبران شبکه فرار پل هوه Paul Hauet می‌شود؛ و بعدها توسط شبکه بزرگتر مقاومت بنام گروه موزه انسانی تأیید شد.
یکی از برجسته‌ترین زنان در نهضت مقاومت فرانسه ماری هلن لفوشو رئیس بخش زنان سازمان مدنی و نظامی نهضت مقاومت فرانسه بود. او همچنین عضو کمیته آزاد سازی پاریس بود.

## مقاومت و فداکاری فردی

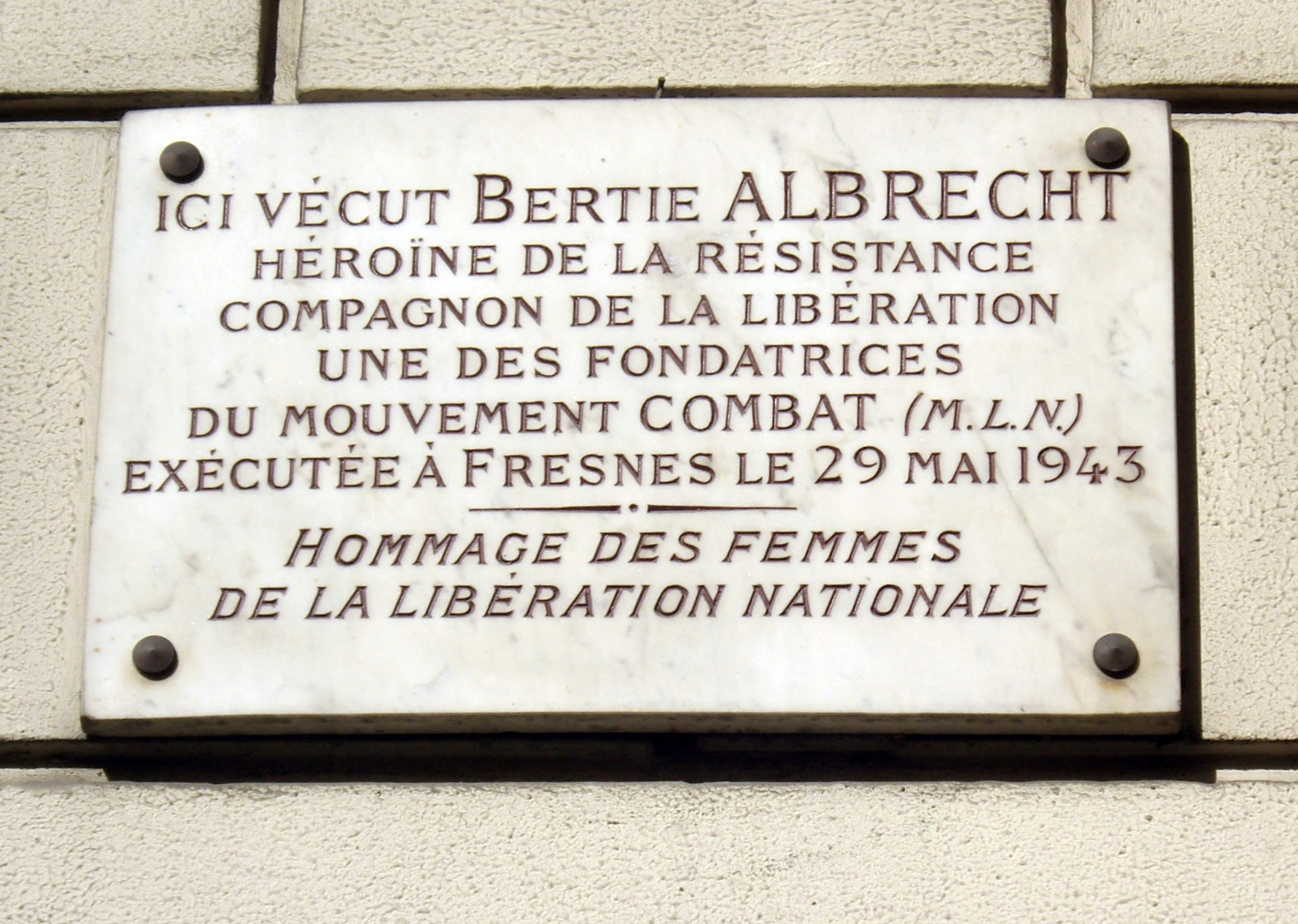
پلاک خانه‌ای در پاریس، هنوز یادآور برتی آلبرشت است که به همراه همسرش فره نه در ایجاد جنبش (MLN) نقش داشت و در تاریخ ۲۹ مه ۱۹۴۳ اعدام شد.

رزمندگان آزادی همواره در طول جنگ به صورت زوجی زندگی می‌کردند و بدون حضور همسر یا همراه مقاومت، شرایط برایشان غیرممکن یا غیرقابل تحمل می‌شد. سه سیل و هانری، رل تانگه، ریموند و لوسی اوبراک، ژیلبر و پیر بروسولت، پولت و موریس کریگل والریمون، هانری فره نه و برتی آلبرشت، رن ژولی و روبر گه دون، هلن و فیلیپ ویانه، ماری هلن لفوشو و پیر لفوشو، کلتا و دانیل مه یر، آنتوانت فورورکر و داوید فورورکر، پیر و آنی هروه از جمله زوجهای جدایی ناپذیر بودند. دیگر زوجها در اثر جنگ متلاشی شدند ولی کسانی مانند هانری فرناو و شیلیانا سیوسی و هانری انگراند و الیزابت دوسوز پس از آزادی تشکیل خانواده دادند.

## شرایط مبارزه این زنان
بدون اینکه بخواهیم نقش مردها را در مقاومت فرانسه کم نشان بدهیم باید گفت که مقاومت علیه عناصر ویشی و اشغالگران آلمانی برای زنان فرانسوی سخت‌تر از مردان بود. دست کم به سه دلیل:
اول اینکه موقعیت قانونی، سیاسی و اجتماعی زنان در آن زمان باعث می‌شد که در زندگی اجتماعی در حاشیه باشند.
دوم اینکه اغلب آن‌ها مانند مردها شبکه‌هایی را نداشتند که بتوانند با آن برای عملیات نظامی آمادگی کسب کنند.
و نهایتاً به این دلیل که تصویر سنتی زنان فرانسوی به عنوان همسر یا مادر باعث می‌شد که آن‌ها از صحنه درگیری‌های نظامی و مقاومت دور بمانند.
این سه دلیل نشان می‌دهد که چرا در اساس این زنان جوان و مجرد که اغلب حتی دانش آموزان شانزده تا هجده ساله بودند در صفوف مقاومت زنان شرکت داشتند؛ و چرا این تعداد بسیار زیاد زنان خارجی به ویژه مهاجر از شرق اروپا را در این صحنه مشاهده می‌کنیم.
زنان در مقاومت می‌توانستند به راحتی و بدون جلب توجه با خودرو یا اتوبوس کودکان تردد کنند می‌توانستند با خود مهمات و سلاح حمل کنند یا اینکه محل عملیات را شناسایی کنند.
بدون اینکه قادر باشیم تمامی جزئیات وظایف محوله به آن‌ها را شرح دهیم به نمونه‌های مختصری می‌پردازیم. افراد مرتبط با مقاومت در صورت دستگیری یا اخراج می‌شدند یا مانند اولگا بانسیک در سی سالگی در اشتوتگارت به وسیلهٔ گیوتین اعدام می‌شدند. یا مانند فرانس بلوش سرازین که در شبی مه آلود به آلمان منتقل شد و مانند رنه لوی معلم ادبیات در مدرسه ویکتور هوگو، دختر خاخام اعظم فرانسه، در شهر کلن اعدام شد.
همچنین آریان کنو که با نام رژین شناخته می‌شد وابسته به یک گروه مقاومت یهودی بود که جانش را در این راه داد، و دخترش بتی که شانزده سال هم نداشت راه او را ادامه داد. یا آنت ریشتیگه ۲۴ ساله که راه همسرش ژان اف ت پ که در نبرد کشته شده بود را رفت و هنگام حمل تنها مسلسل موجود در منطقه میان لنز Lens و ولانسین Valenciennes با بمب تکه‌تکه شد.